# British and American Steam Navigation Company

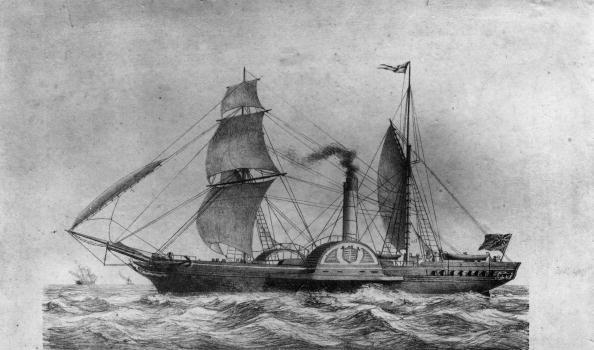
Il Sirius (700 GRT) noleggiato dalla British and American per i primi due viaggi nel 1838

La British and American Steam Navigation Company è stata una compagnia navale britannica che operò un servizio transatlantico di linea con navi a vapore dal 1838 al 1841. Prima che il suo primo transatlantico, il SS British Queen, venisse completato la British and American noleggiò il battello a vapore SS Sirius per due viaggi nel 1838 con l'obbiettivo di battere la Great Western Steamship Company nel servizio transatlantico. I transatlantici di linea della B & A erano più grandi delle imbarcazioni delle compagnie rivali ma anche sottopotenziati. La compagnia collassò quando il suo secondo vascello, l'SS President venne perso nel 1841  .